# Jenny Dalenoord
 (mars 2018).
Si vous disposez d'ouvrages ou d'articles de référence ou si vous connaissez des sites web de qualité traitant du thème abordé ici, merci de compléter l'article en donnant les références utiles à sa vérifiabilité et en les liant à la section « Notes et références ».
Jenny Johanna (Jenny) Dalenoord (Cirebon, 17 juin 1918 - Soest, 25 octobre 2013) était une illustratrice, graphiste et aquarelliste néerlandaise.  

## Sa vie et ses travaux
Jenny Dalenoord est née à Java, où son père était directeur d'établissement pénitentiaire. En raison de la maladie de sa mère, la famille s'installe en 1929 aux Pays-bas. Après le lycée, elle suit les cours à l'Académie royale des beaux-arts de La Haye où elle reçoit les enseignements de Paul Citroen, Willem Schrofer et Freiner Draijer. Par la suite, elle a elle-même enseigné au sein de l'académie.
Elle fait ses débuts en 1939, dans le Nieuwe Rotterdamsche Courant avec des illustrations pour une série pour les enfants, Les Aventures de Jammerpoes de Jo Otten. Dalenoord a travaillé sur près de 250 livres pour enfants durant cette période. Elle a illustré le travail, entre autres, d'Annie M.G. Schmidt, Mies Bouhuys, Un Rutgers van der Loeff et Miep Diekmann. En outre, elle était un conceptrice de couvertures de livres, de timbres, de calendriers, de bandes dessinées et illustratrice de schoolplaten et des magazines pour enfants Jippo, Criss-cross et Tony.
Jenny fut mariée (env. 1944) à Herman Janzen, journaliste. Le couple est divorcé en 1956 et avaient deux enfants, dont la fille, Edith Janzen, est devenue architecte, artiste-peintre et illustratrice, comme sa mère. Son partenaire, Jacob Gestman Geradts, est aussi un artiste-peintre.
En 2005, elle a fait don de ses archives au Nederlands Letterkundig Museum de La Haye. Les dernières années de sa vie elle a souffert de démence et n'apparaissait plus en public.

## Récompenses
- 1955 : Prix Jacob Marisprijs de Pulchri Studio pour sa linogravure De Fabriek
- 1957 : Het Beste Kinderboek pour Wiplala, auteur Annie M. G. Schmidt
- 1961 : ANWB-prix pour Gideons Reizen, auteur d' An Rutgers van der Loeff-Basenau
- 1964 : Prix allemand pour la jeunesse prix de littérature pour En de groeten van Elio, auteur Miep Diekmann
- 1968 et 1970 : Nomination pour le Hans Christian Andersenprijs
- 1982 : Zilveren Penseel pour Muis, Mol en rat, auteur Jetée Krever.